# John Harwood (Uhrmacher)

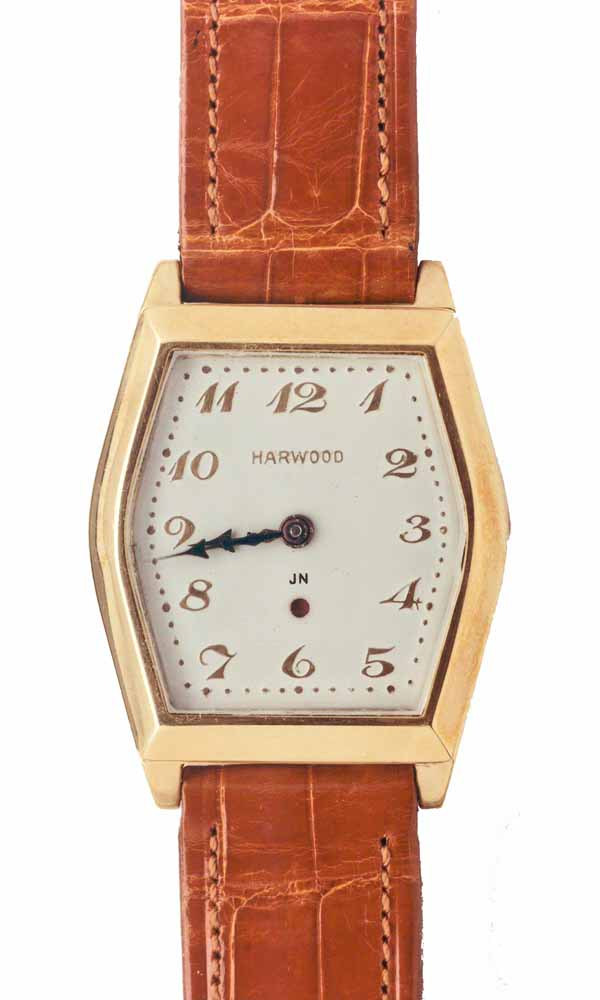
Automatikarmbanduhr, Schweiz, um 1929
Deutsches Uhrenmuseum

John Harwood (* 1893; † 1965) war ein britischer Erfinder und Uhrmacher.
1922 baute er die erste automatische Armbanduhr mit Pendelschwungmasse (noch ohne zusätzlichen Handaufzug). Am 16. Oktober 1923 beantragte er in der Schweiz ein Patent auf seine Erfindung. Am 1. September 1924 erteilte ihm dazu das Eidgenössische Institut für Geistiges Eigentum in Bern das Patent mit der Nummer 106583. Die Uhren wurden sowohl in Zusammenarbeit mit der Firma Fortis als auch mit Blancpain ab 1926 in Serie hergestellt.